# Стефан Мікульський
Стефан Мікульський, або Щепан Мікульський (пол. Stefan (Szczepan) Mikulski, 1714 — 1783) — львівський римо-католицький релігійний діяч 18 століття.

## Життєпис
Народився в 1714 році.
Вікарій, верховний канонік, архідиякон Львівського митрополичого костелу.
16 липня 1759 року провів так званий «львівський диспут» між ортодоксальними рабинами та франкістами, на якому останні збиралися викрити ритуальні вбивства у євреїв. Підбиваючи його підсумки, оголосив перемогу франкістів у царині богослів'я, а питання ритуальних убивств визнав нез'ясованим і залишив його компетенції церковного суду. Згідно з попередньою домовленістю після диспуту 17 вересня 1759 у Львові вся секта франкістів (від 500 до 1000 осіб) прийняла християнство.
На думку Збігнева Горнунга, у 1760-х роках Щ. Мікульський був основним замовником робіт для Антонія Осинського, який, зокрема, довірив йому виконання різьб у костелах у Наварії й Годовиці. Однак Ян К. Островський вважав, що відсутні відомості про роботи Осінського в костелі в Наварії.
Фундатор, доброчинець та ініціатор будівництва кількох храмів, зокрема:
- костел Усіх Святих у Годовиці
- костел святого Станіслава в Буську
- костел Внебовзяття Пресвятої Діви Марії (нині — церква святого Йосафата) в Коломиї.
- костел Внебовзяття Пресвятої Діви Марії в Наварії